# Antipatro (nome)
Antipatro  è un nome proprio di persona italiano maschile.

## Varianti
- Ipocoristici: Antipa[2]
- Femminili: Antipatra[2]

### Varianti in altre lingue
- Basco
  - Ipocoristici: Andipa[4]
- Catalano: Antípater[4], Antipatre[4]
  - Ipocoristici: Antipas[4]
- Greco antico: Αντιπατρος (Antipatros)[3][4][5]
  - Ipocoristici: Antipas[6]
- Latino: Antipater[1][5]
  - Ipocoristici: Antipas
- Polacco: Antypater
  - Ipocoristici: Antypas
- Spagnolo: Antípater[4], Antipatro[4]
  - Ipocoristici: Antipas[4]
- Ungherese: Antipatrosz

## Origine e diffusione
Continua il nome greco Αντιπατρος (Antipatros), composto da αντι (anti, che può significare sia "uguale", "simile", sia "contro", "opposto", "di fronte", sia "invece", "al posto di") e πατρος (patros, "padre"); il significato complessivo può essere pertanto interpretato come "sostituto del padre", "uguale al padre", "come il padre", "contro il padre", "nemico del padre", "che scaccia il padre", "che supera il padre". Il primo elemento che compone questo nome si ritrova anche in Antigono, Antioco, Antinoo, Antiope e Antero, il secondo in Patroclo e Cleopatra.
Oltre ad essere un epiteto di Zeus (perché depose suo padre Crono), il nome venne portato da svariati personaggi dell'antichità classica, tra cui il generale macedone Antipatro e il letterato Antipatro di Sidone; la sua forma tronca "Antipa" compare nel Nuovo Testamento sia grazie alla figura di Erode Antipa, colui che fece giustiziare Giovanni il Battista ed incontrò Gesù durante la sua Passione, sia grazie al personaggio di Antipa, il cui martirio è narrato in Ap 2,13.
In italiano, dove è correttamente pronunciato con l'accento sulla "i", gode di scarsissima diffusione.

## Onomastico

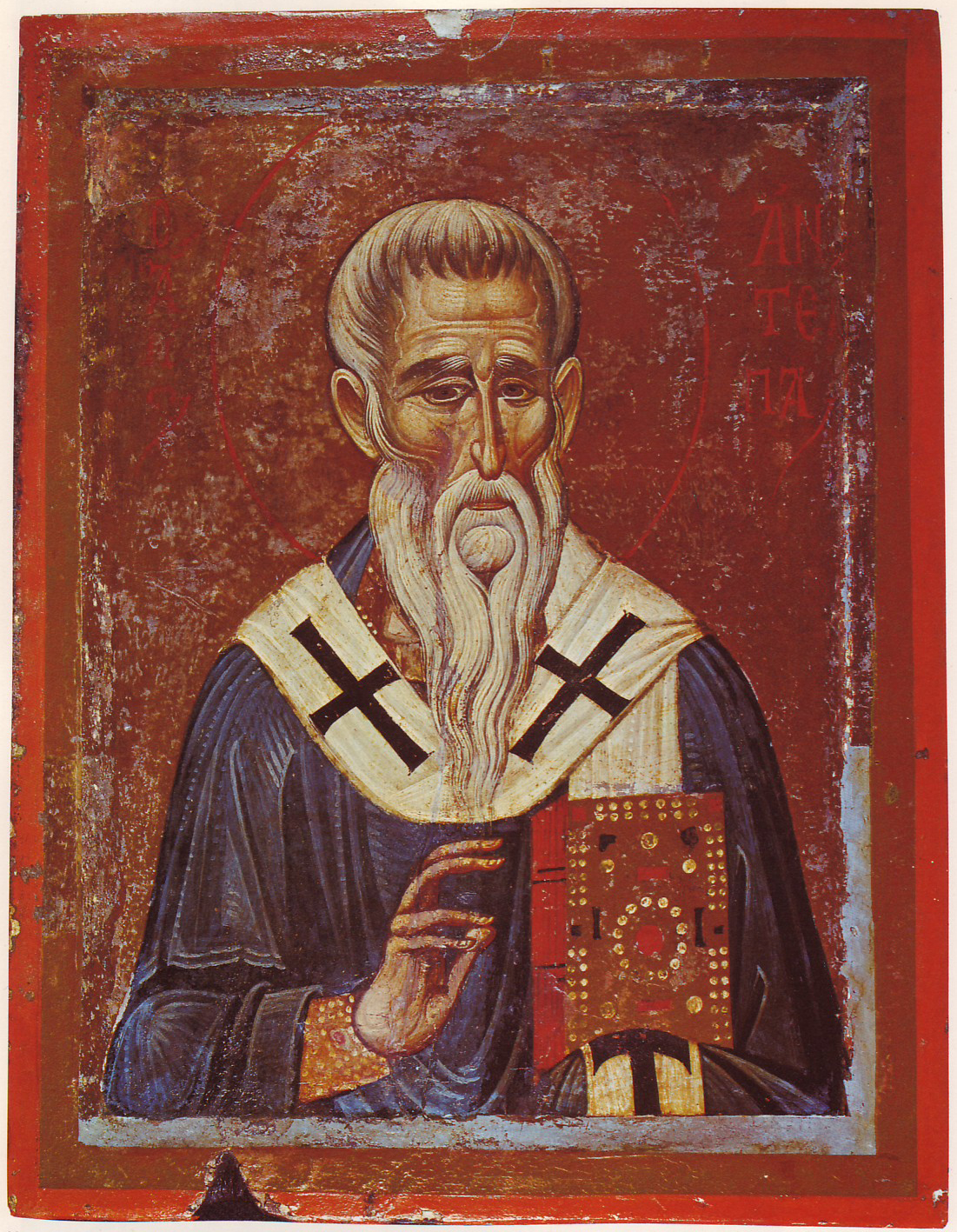
Sant'Antipa

L'onomastico ricorre l'11 aprile in memoria di sant'Antipa, martire a Pergamo sotto Domiziano.

## Persone
- Antipatro, condottiero antico macedone
- Antipatro, figlio di Erode il Grande
- Antipatro II, sovrano macedone
- Antipatro Etesia, sovrano macedone
- Antipatro di Bostra, vescovo cattolico bizantino
- Antipatro di Sidone, letterato e poeta greco antico
- Antipatro di Tarso, filosofo greco antico
- Antipatro di Tessalonica, poeta greco antico
- Antipatro di Tiro, filosofo greco antico

### Variante Antipa
- Antipa di Pergamo, santo romano
- Erode Antipa, figlio di Erode il Grande